# Matka noc
Matka noc (ang. Mother night) – powieść Kurta Vonneguta po raz pierwszy opublikowana w 1961 roku.
Tytuł powieści zaczerpnięty został z Fausta Goethego. Vonnegut zadedykował książkę Macie Hari. Narratorem w książce jest główny bohater Howard W. Campbell Jr. W 1996 powieść została zekranizowana pod tym samym tytułem (Matka noc) przez reżysera Keitha Gordona. Campbell występuje też w późniejszej powieści Vonneguta, Rzeźni numer pięć.

## Streszczenie
Powieść opisuje losy fikcyjnego amerykańskiego pisarza Howarda Campbella Jr., który po zakończeniu I wojny światowej przeniósł się do Niemiec, gdzie zdobył sławę jako dramaturg. Podczas wojny odpowiadał za propagandę na Stany Zjednoczone w Ministerstwie Propagandy, Oświecenia Publicznego i Informacji III Rzeszy.
Jeszcze w 1938 Campbell został zwerbowany jako agent amerykański i po 1939 w swoich radiowych wystąpieniach przekazywał zaszyfrowane informacje amerykańskiemu wywiadowi.

Szesnaście lat po wojnie został z własnej inicjatywy deportowany do Izraela, gdzie oskarżony o współudział w zbrodniach wojennych czekał na proces. W celi spisywał swoje wspomnienia, które stanowią fabułę książki Vonneguta.